# Heinrich Bruppacher (Maler)
Heinrich Bruppacher (* 23. Mai 1930 in St. Peter, Graubünden; † 15. August 2010 in Croglio-Castelrotto) war ein Schweizer Maler, Zeichner und Grafiker. Sein Werk umfasst Malerei, Zeichnungen, Illustrationen, Radierungen, Collagen, Tapisserien, Glasfenster, Reliefs und Gravuren.

## Leben und Werk
Heinrich Bruppacher war ein Sohn eines evangelischen Pfarrers und wuchs in Wil und in Winterthur auf. Während der Kantonsschulzeit lernte er die Maler Robert Wehrlin und Hans Ulrich Saas sowie den Bildhauer Robert Lienhard kennen. Bruppacher entschied sich für eine künstlerische Laufbahn und hielt sich für eine autodidaktische Ausbildung in den Sommer- und Herbstmonaten 1950 in Paris und in den Wintermonaten bis 1951 in Schweden auf.
Wieder in Winterthur bezog er eine eigene Wohnung und ein Atelier im Gärtnerhaus der Villa Bühler. Von 1952 bis 1954 unternahm Bruppacher Studienreisen in Italien. 1954 heiratete er Margrit, geborene Jucker.
Heinrich Bruppacher erhielt 1955 ein Stipendium der Kiefer-Hablitzel-Stiftung. Ab 1959 war er Mitglied der Künstlergruppe Winterthur, von 1962 bis 1970 deren Aktuar. 1965 vollendete Bruppacher drei laufende Glasmalprojekte des 1964 verstorbenen Malers Robert Wehrlin, so die Glas-Beton-Wand für das Krematorium Nordheim in Zürich, drei Chorfenster für die reformierte Kirche Bachs und drei Glas-Eisen-Objekte für das Kantonsspital Münsterlingen. Bruppacher unternahm 1968, 1972, 1974 und 1976 Reisen nach Jugoslawien.
Heinrich Bruppacher erhielt 1967 den Förderpreis der Steo-Stiftung sowie 1979 den Preis der Carl-Heinrich-Ernst-Kunstpreis. 1968 erwarb er ein altes Haus mit Atelier in Breno, Kanton Tessin. 1978 hielt er sich in Mexiko und Guatemala auf.
Bruppacher zeigte seine Werke in Gruppen- und Einzelausstellungen. Zudem schuf er von 1955 bis 1984 Werke als Kunst am Bau. 1983 erhielt er die Anerkennungsgabe der Stadt Winterthur.
Ab 1980 erlebte Heinrich Bruppacher zunehmende körperliche Einschränkungen, die ein künstlerisches Schaffen ab 1990 verunmöglichten. In Folge einer Paraplegie zog er 1997 in das Alters- und Pflegeheim in Breno. Ab 2000 schuf Bruppacher wieder kleinformatige Bilder.